# Resurrection of the Little Match Girl
Resurrección de la pequeña cerillera ( 성냥팔이 소녀의 재림 ()es una película de acción surcoreana de 2002. Se proyectó en el Festival de Cine de Londres de 2003 y fue la película inaugural del Festival Fantasia ese mismo año. La película se inspiró en el cuento de Hans Christian Andersen de 1845 " La pequeña cerillera " y Mardock Scramble.

## Trama
La historia está ambientada en la Corea moderna. La cerillera deambula por las calles intentando vender sus cerillas. Nadie quiere comprar nada y las tiendas la echan. Con frío y hambre, intenta calentarse las manos con las cerillas. Un transeúnte le dice que debería oler los vapores, lo cual ella hace. Sin sentir más hambre ni frío, ve los copos de nieve convertirse en pétalos de cereza y, en medio del hermoso paisaje, muere en la calle.Ju y su amigo Lee están entreteniendo a dos mujeres jóvenes en un bar. Lee es un jugador popular de StarCraft en un torneo. Ju está más interesado en su comida y se va solo. Trabaja como repartidor, humillado por su empleador. Quiere ser un gran jugador como su amigo Lee, que gana el torneo y se convierte en profesional.
Ju pasa el rato en la sala de juegos, donde conoce a Match Girl y compra un encendedor. Él sigue a la niña, pero se le une otro hombre, por lo que Ju los sigue desde la distancia. Se van en un barco y Ju se despierta frente a la sala de juegos, sosteniendo el encendedor, pero la chica de las cerillas ya no está. Él busca pero no encuentra señales de ella. Llama al número del encendedor y recibe un mensaje de bienvenida al juego "La resurrección de la cerillera". Después de escuchar una explicación del juego y sus peligros, Ju se une. Debe dejar morir a la niña, pero ella debe morir pensando en él como en su amado.Luego se le muestran a Ju algunos de los personajes de los que debe salvar a la Match Girl. Los planes de un recolector de órganos se ven frustrados por una pequeña pandilla y una pistolera que conduce una motocicleta. Más tarde, Ju conoce a esta mujer, su nombre es Lara y la describen como lesbiana. Ju le ruega que lo acepte como estudiante, pero ella lo rechaza.
La pandilla planea intentar violar a Match Girl, durante lo cual su líder aparecería para salvarla, golpeando a sus subordinados para ganarse su corazón. pero aparece otra pandilla y captura a la niña. Lara lucha contra ellos, pero queda inconsciente y la intervención de Ju la salva de la muerte. Persiguen a los mafiosos hasta un club nocturno, donde Lara resulta herida después de un tiroteo.
El líder ordena que maten a Lara, pero luego recibe una llamada del Sistema. Se demuestra que Ju es un virus sospechoso y, en su lugar, es el objetivo. Ju va de camino al hospital con Lara cuando le dicen que si va al hospital perderá. Ju abandona a Lara y le quita las armas y la motocicleta. Ju pronto es perseguido por soldados y, mientras huye de ellos, es salvado por el diseñador del Sistema, que se esconde en el mundo disfrazado de pescador. También conoce a su amigo Lee, quien lo deja ir.
Ju encuentra a la Match Girl y la lleva a un restaurante mientras evade a los soldados. A la mañana siguiente, la niña se despierta a su lado y se va con su ametralladora. La niña continúa vendiendo sus encendedores pero ahora toma represalias con su arma cuando la rechazan. Rápidamente se convierte en un ícono popular. Después de nuevos intentos fallidos por parte de gánsteres y soldados de capturarla, ella amenaza con pegarse un tiro si se le acercan. Los soldados se retiran, pero el líder de los gánsteres habla con ella: ella lo odia por matar a su novio y podría usar sus últimas balas contra él. Ella le dispara al gángster enamorado, pero cuando él muere, él dice que no mató a su novio, sino que fue el Sistema. Se llevan a la Match Girl para reprogramarla.Ju encuentra al diseñador del sistema pescando en el muelle y le pide consejo. Le dicen que pida una caballa donde conoció a Lara. La caballa resulta ser una poderosa pistola de juguete. Armado con la caballa y acompañado por Lara, quien fue salvada por el diseñador, Ju ataca el propio Sistema. Después de una batalla que conduce al edificio del Sistema, Lara muere y Ju entra solo.
En el interior, se encuentra con un mundo virtual cambiante y enemigos que surgen de todas partes. Puede sentir dónde está la Match Girl y corre a través de varios paisajes hacia ella. Se encuentra con Lee nuevamente, y después de que Ju lo derrota, caminan hacia el núcleo del Sistema. Lee recibe un disparo, pero a Ju se le permite entrar solo.Ju es felicitado por su actuación, pero ya es demasiado tarde: la Match Girl ya ha sido reprogramada y no lo reconoce. En un intento desesperado por alcanzarla, Ju muere y aparecen las palabras "Game Over". Ju mira fijamente la pantalla del juego y luego vuelve a ser el repartidor.
Se muestra otra versión del final del juego. En esta versión, Ju pide devolverle el encendedor a la cerillera, y se le permite hacerlo. Cuando se lo entrega, su lágrima cae sobre la mano de la niña. Esta vez, cuando se llevan a la niña, ella toma una ametralladora y les dispara. La niña persigue una mariposa hasta el mar, disparándole mientras corre sobre las olas, pero falla. Le disparan en la espalda y se hunde. Ju se lanza y la salva. Luego dispara a la mariposa, haciendo que el mundo se haga añicos.Ju despierta en un lugar desconocido, donde vive con Match Girl, quien ha olvidado todo sobre su pasado.

## Elenco
- Lim Eun-kyung - Pequeña cerillera
- Kim Hyun-sung - Ju
- Kim Jin Pyo - Lee
- Jin Xing -Lala
- Myung Gye Nam
- Jung Doo-hong - Oberán
- Kangta - Estrella invitada especial
- Lee Chung Ah
- Lee Han-garl - Orunpal
- Seo Jae-kyeong

## Premios
- Mejor dirección de arte (Choi Jeong-hwa)
- Mejor diseño de vestuario
- Mejores efectos visuales (Cha Soo-min, Hwang Hyun-kyu, Kim Sung-hoon)